# Diskografija Lady Gage
Diskografija Lady Gage, pop pjevačice iz Manhattana, New York, SAD. Objavila je šest studijskih albuma, dva kolaboracijska albuma, tri EP-a, četiri soundtracka, tri remix albuma četrdeset singlova i 14 promo singlova. 

### Studijski albumi
- The Fame (2008.)
- The Fame Monster (2009.)
- Born This Way (2011.)
- ARTPOP (2013.)
- Joanne (2016.)
- Chromatica (2020.)
- Mayhem (2025.)

### Kolaboracijski albumi
- Cheek To Cheek (2014.)
- Love For Sale (2021.)

### EP-ovi
- The Cherrytree Sessions (2009.)
- Hitmixes (2009.)
- A Very Gaga Holiday (2011.)

### Filmska glazba
- A Star Is Born (2018.)
- Top Gun: Maverick (2022.)
- Harlequin (2024.)
- Joker: Folié A Deux (2024.)

### Remix albumi
- The Remix (2010.)
- Born This Way: The Remix (2011.)
- Dawn Of Chromatica (2021.)

### Singlovi

#### S albumaThe Fame
- Just Dance feat. Colby O'Donis (2008.)
- Poker Face (2008.)
- Eh, Eh (Nothing Else I Can Say) (2009.)
- LoveGame (2009.)
- Paparazzi (2009.)

#### S albumaThe Fame Monster
- Bad Romance (2009)
- Telephone s Beyoncé (2010.)
- Alejandro (2010.)
- Dance in the Dark (2010.)

#### S albumaBorn This Way
- Born This Way (2011.)
- Judas (2011.)
- The Edge of Glory (2011.)
- Yoü and I (2011.)
- Marry the Night (2011.)

#### S albumaARTPOP
- Applause (2013.)
- Do What U Want ( 2013.)
- G.U.Y. (2014.)

#### S albumaCheek To CheeksTonyjem Bennettom
- Anything Goes (2014.)
- I Can't Give You Anything But Love (2014.)

#### Za dokumentarni filmThe Hunting Ground
- Til It Happens To You'' (2015.)

#### S albumaJoanne
- Perfect Illusion (2016.)
- Million Reasons (2016.)
- Joanne (2017.)

#### S albumaA Star Is Born
- Shallow (2018.)
- Always Remember Us This Way (2019.)
- I'll Never Love Again (2019.)

#### S albumaChromatica
- Stupid Love (2020.)
- Rain On Me (2020.)
- 911 (2020.)

#### Izvan albuma
- The Cure (2017.)